# Зимятова, Любовь Александровна
Любо́вь Алекса́ндровна Зимя́това (в девичестве Зы́кова; 12 апреля 1959, Челябинск) — советская лыжница, выступавшая на всесоюзном уровне в конце 1970-х — середине 1980-х годов. На соревнованиях представляла добровольное спортивное общество «Труд» и Вооружённые Силы, чемпионка СССР по лыжным гонкам, обладательница Кубка СССР, призёрка юниорских европейских первенств, мастер спорта СССР международного класса.

## Биография
Любовь Зыкова родилась 12 апреля 1959 года в Челябинске. Пришла в секцию лыжных гонок в возрасте одиннадцати лет в 1970 году, проходила подготовку в челябинском спортивном клубе ЧМС под руководством тренера Г. Н. Чарикова, позже была подопечной Ю. И. Бутакова. Состояла в добровольном спортивном обществе «Труд».
Уже на юниорском уровне имела значительные успехи, неоднократно становилась призёркой всесоюзных первенств в разных возрастных группах, попадала в число призёров на первенствах Европы среди юниоров, в частности является обладательницей серебряной и бронзовой медалей европейских чемпионатов. Начиная с 1974 года входила в состав молодёжной сборной Советского Союза, в 1978 году вошла в основной состав главной национальной сборной СССР.
Первого серьёзного успеха на взрослом всесоюзном уровне Зыкова добилась в сезоне 1980 года, когда от сборной челябинского областного совета спортивного общества «Труд» выступила на чемпионате СССР в Красноярске — одержала здесь победу в индивидуальной гонке на 5 км, а также совместно с партнёршами Татьяной Першиной, Зинаидой Амосовой и Галиной Кулаковой завоевала серебряную медаль в программе эстафеты 4 × 5 км — на финише их опередила только команда спортивного общества «Динамо». 
Начиная с 1980 года постоянно проживает в Москве и состоит в лыжной команде Вооружённых Сил СССР. В 1983 году выиграла серебряные медали в эстафетной гонке на всесоюзном первенстве в Сыктывкаре и в пятикилометровой гонке на Кубке СССР в Бакуриани. Год спустя взяла бронзу в эстафете 4 × 5 км на чемпионате СССР в Сыктывкаре, ещё через год на аналогичных соревнованиях получила бронзу в гонке на 20 км и добавила в послужной список золото и серебро в трёхкилометровой и пятикилометровой гонках соответственно на Кубке СССР в Апатитах. На чемпионате СССР 1986 года в Сыктывкаре стала серебряной призёркой в гонке на 20 км, уступив на финише только титулованной Раисе Сметаниной. Помимо этого, в качестве запасной лыжницы побывала на зимних Олимпийских играх 1980 года в Лейк-Плэсиде и 1984 года в Сараево, хотя поучаствовать в самих соревнованиях ей так и не довелось. За выдающиеся спортивные достижения удостоена почётного звания «Мастер спорта СССР международного класса».
После завершения спортивной карьеры работает учительницей физкультуры в московской общеобразовательной школе № 1155. Замужем за известным советским лыжником Николаем Зимятовым, четырёхкратным олимпийским чемпионом по лыжным гонкам.